# Valleroy (Haute-Marne)
Valleroy település Franciaországban, Haute-Marne megyében. Lakosainak száma 24 fő (2022. január 1.). Valleroy Farincourt, Gilley, Savigny, Fouvent-Saint-Andoche és Voncourt községekkel határos.

## Népesség
A település népessége az elmúlt években az alábbi módon változott:
| Lakosok száma | 39   | 33   | 29   | 36   | 23   | 22   | 24   | 25   | 25   | 24   |
|               | 1968 | 1990 | 2006 | 2011 | 2015 | 2016 | 2018 | 2019 | 2021 | 2022 |